# Wisconsin Rapids
Wisconsin Rapids is een plaats (city) in de Amerikaanse staat Wisconsin, en valt bestuurlijk gezien onder Wood County.

## Demografie
Bij de volkstelling in 2000 werd het aantal inwoners vastgesteld op 18.435. In 2006 is het aantal inwoners door het United States Census Bureau geschat op 17.739, een daling van 696 (-3,8%).

## Geografie
Volgens het United States Census Bureau beslaat de plaats een oppervlakte van 36,6 km², waarvan 34,4 km² land en 2,2 km² water.

## Plaatsen in de nabije omgeving
De onderstaande figuur toont nabijgelegen plaatsen in een straal van 16 km rond Wisconsin Rapids.

## Geboren
- Bonnie Bartlett (20 juni 1929), actrice